# Хосе Хименез
Хосе Хименез (шп. José María Giménez de Vargas; 20. јануар 1995) је уругвајски фудбалер који тренутно наступа за шпански клуб Атлетико Мадрид и фудбалску репрезентацију Уругваја на позицији одбрамбеног играча.

## Каријера
Професионалну каријеру је започео у клубу Данубио Ф. Ц. Дебитовао је у уругвајском првенству 17. новембра 2012. године у мечу против Атлетико Ривер Плејта у којем је почео меч и одиграо пуних 90 минута. Данубио је изгубио утакмицу 2:0.
Дана 25. априла 2013. године потврђено је да је Хименез потписао уговор са шпанском екипом Атлетико Мадрид. 14. септембра, дебитовао је за тим у Ла Лиги, победом од 4:2 против Алмерије.
Постигао је свој први гол за клуб 6. децембра 2014. године, победа од 2:0 против Елчеа.

## Репрезентација
Дебитовао је за сениорску репрезентацију Уругваја, у квалификационој утакмици за Светско првенство 2014. године против Колумбије. Први гол постигао је у пријатељској утакмици против Јужне Кореје у септембру 2014. године. Учествовао је на Светском првенству 2014. године, а са 19 година и 149 дана постао је најмлађи уругвајски дебитант на том турниру. На Светском првенству 2018. године, Хименез је постигао победоносни гол у првом колу против Египта.

### Голови за репрезентацију
| #  | Датум              | Место         | Противник       | Гол | Резултат | Такмичење               |
| -- | ------------------ | ------------- | --------------- | --- | -------- | ----------------------- |
| 1. | 8. септембар 2014. | Којанг        | Јужна Кореја    | 1:0 | 1:0      | Пријатељска             |
| 2. | 13. новембар 2014. | Монтевидео    | Костарика       | 2–2 | 3–3      | Пријатељска             |
| 3. | 20. јун 2015.      | Серена        | Парагвај        | 1–0 | 1–1      | Копа Америка 2015.      |
| 4. | 4. јун 2017.       | Даблин        | Република Ирска | 1–1 | 1–3      | Пријатељска             |
| 5. | 7. јун 2018.       | Монтевидео    | Узбекистан      | 3–0 | 3–0      | Пријатељска             |
| 6. | 15. јун 2018.      | Јекатеринбург | Египат          | 1–0 | 1–0      | Светско првенство 2018. |
| 7. | 7. септембар 2018. | Хјустон       | Мексико         | 1–0 | 4–1      | Пријатељска             |
| 8. | 20. јун 2019.      | Порто Алегре  | Јапан           | 2–2 | 2–2      | Копа Америка 2021.      |

## Трофеји

### Атлетико Мадрид
- Првенство Шпаније (2) : 2013/14, 2020/21.
- Суперкуп Шпаније (1) : 2014.
- Лига Европе (1) : 2017/18.
- УЕФА суперкуп (1) : 2018.

### Уругвај
- Копа Америка:  2024.